# Jean-Baptiste Farochon
Jean-Baptiste Eugène Farochon, né à Paris le 10 mars 1812 et mort dans la même ville le 1er juillet 1871, est un sculpteur et médailleur français.

## Biographie
Jean-Baptiste Farochon est l'élève de David d'Angers à l’École des beaux-arts de Paris en 1829. Lauréat du prix de Rome de gravure en médaille et pierre fine en 1835, il devient pensionnaire de la villa Médicis de 1836 à 1839 .
Il expose au Salon de 1833 à 1866.
Il est professeur de gravure en médaille et pierre fine à l’École des beaux-arts de Paris en 1863. Son buste, par Gabriel Faraill, l'un de ses élèves, est conservé dans la salle Victor Schœlcher de cette école.

## Récompenses
- Premier grand prix de Rome de gravure en médaille et pierre fine en 1835 avec Romulus portant les dépouilles opimes[2].
- Médaille de deuxième classe en 1847.
- Rappel de médaille en 1859.

## Œuvres dans les collections publiques
- Coutances, jardin des plantes : La Maternité, 1859, groupe en marbre.
- Paris :
  - église Saint-Vincent-de-Paul : décoration de la porte principale, réalisation des statues en bronze de Jésus Christ (1843), Saint André, Saint Matthieu, Saint Simon, Saint Jean, Saint Jacques le Mineur, Saint Jude Thadée (1844).
  - église de l'éparchie Sainte-Croix-de-Paris des Arméniens.
  - basilique Sainte-Clotilde.
  - église Saint-Augustin.
  - église Saint-Germain-l'Auxerrois, beffroi de la tour.
  - musée du Louvre :
    - Jean-Baptiste Rousseau, buste en marbre ;
    - Vue du Vatican, aquarelle ;
    - Jean-Auguste-Dominique Ingres, médaillon en bronze ;
    - Jean-Baptiste Corot, médaillon en bronze.

  - palais du Louvre :
    - Lazare Hoche, statue en pierre, façade du pavillon de Rohan ;
    - Jean-Jacques Rousseau, statue en pierre, façade de la cour Napoléon entre le pavillon Turgot et le pavillon Richelieu.
- Reims
  - Palais de justice : statue "l'Intégrité".
- Châlons-sur-Marne, palais de justice : une figure.

### Médailles
- Médaille Mateu Josep Bonaventura Orfila, président fondateur et bienfaiteur de l'Association des médecins de la Seine fondée en 1833, bronze.

## Élèves
- Félix Lafond (1850-1917)
- Charles Joseph Lenoir (1844-1899)[3]
- Gabriel Faraill (1837-1892), en 1864[4]
- Émile Soldi (1846-1906), prix de Rome en gravure de médailles 1869.
- Paul-Eugène-Victor Bacquet (1848-1901).
- Georges Pécron (1851-1913)

## Galerie

Œuvres de Jean-Baptiste Farochon
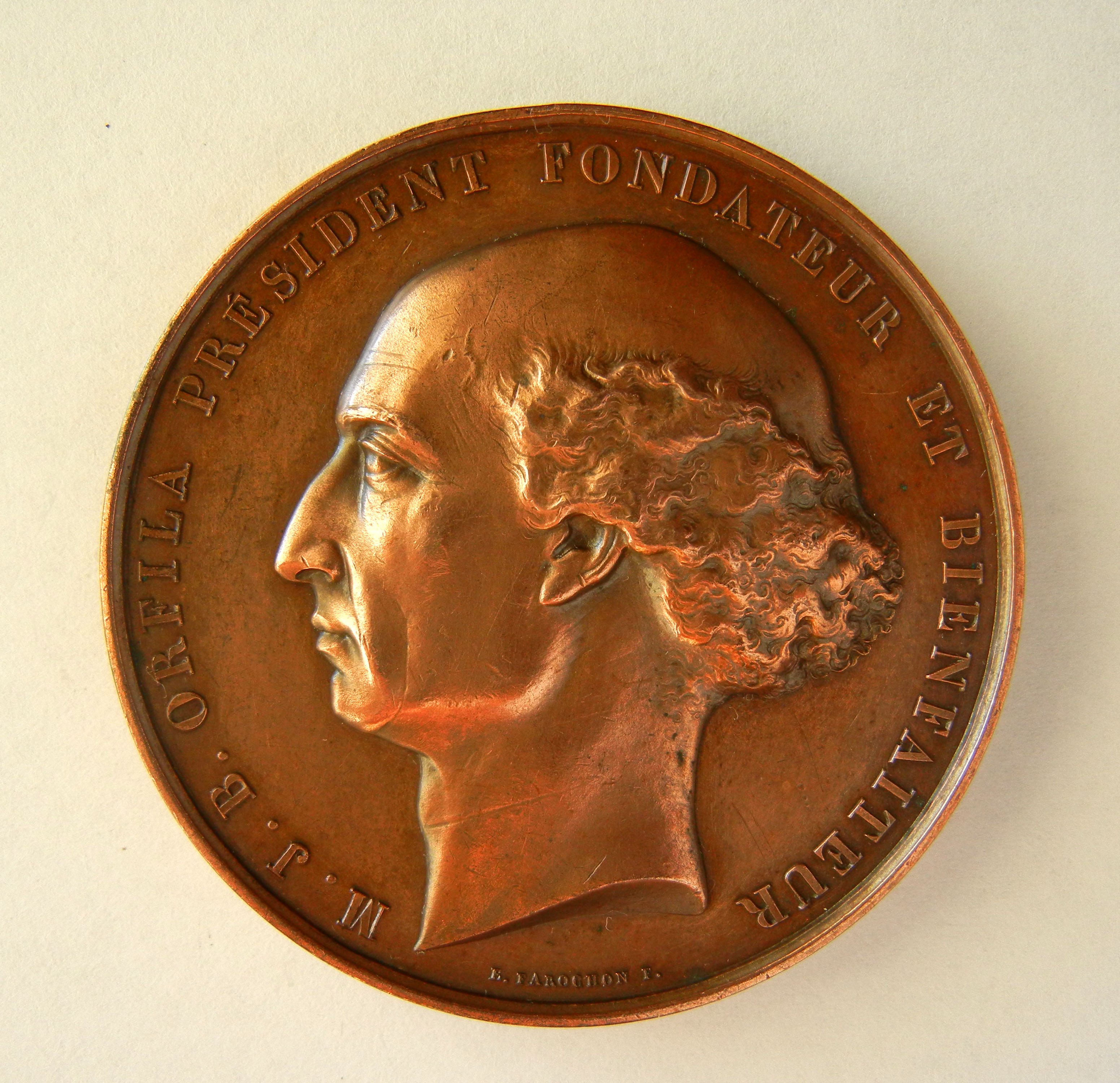
Médaille Mathieu Orfila, médecin et chimiste français, d'origine espagnole. Recto.
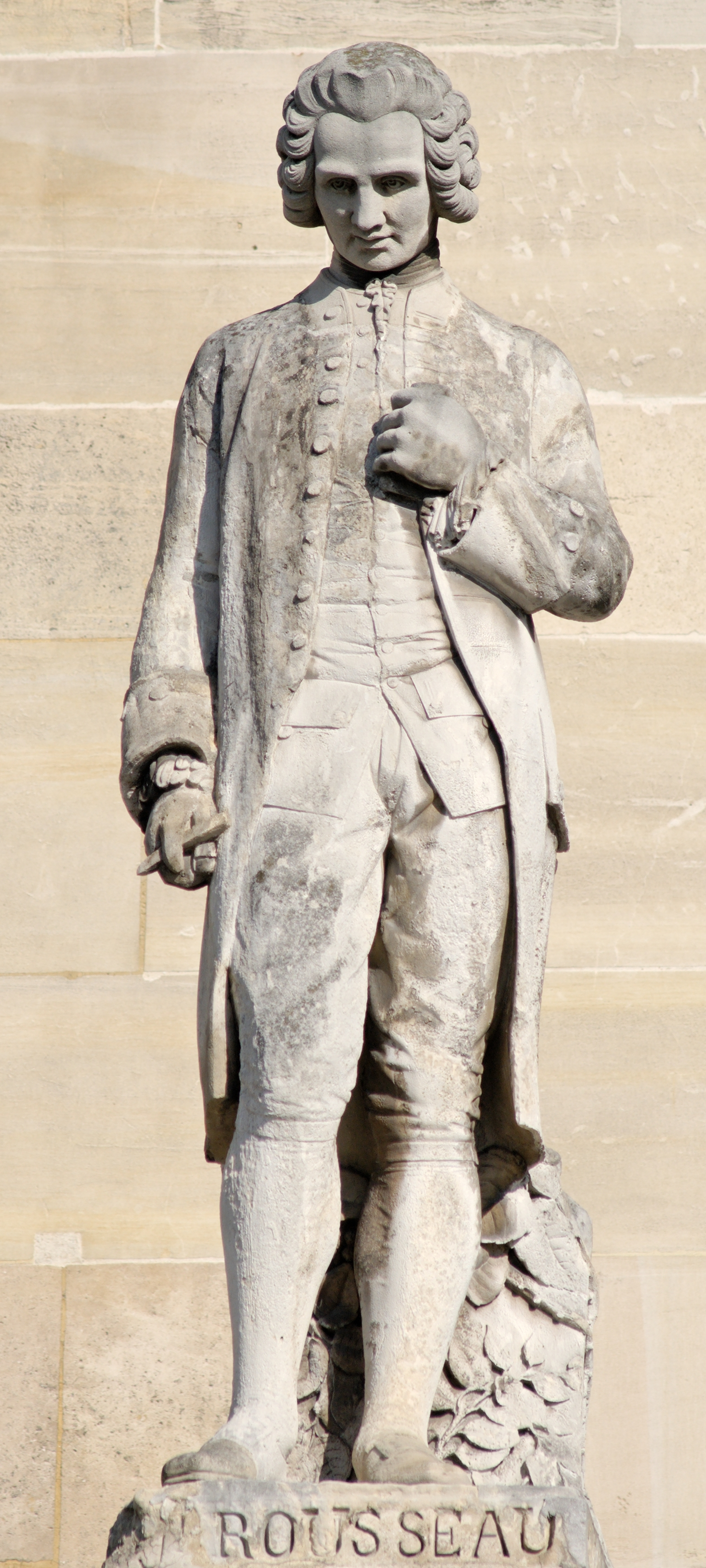
Jean-Jacques Rousseau, Paris, palais du Louvre, cour Napoléon.
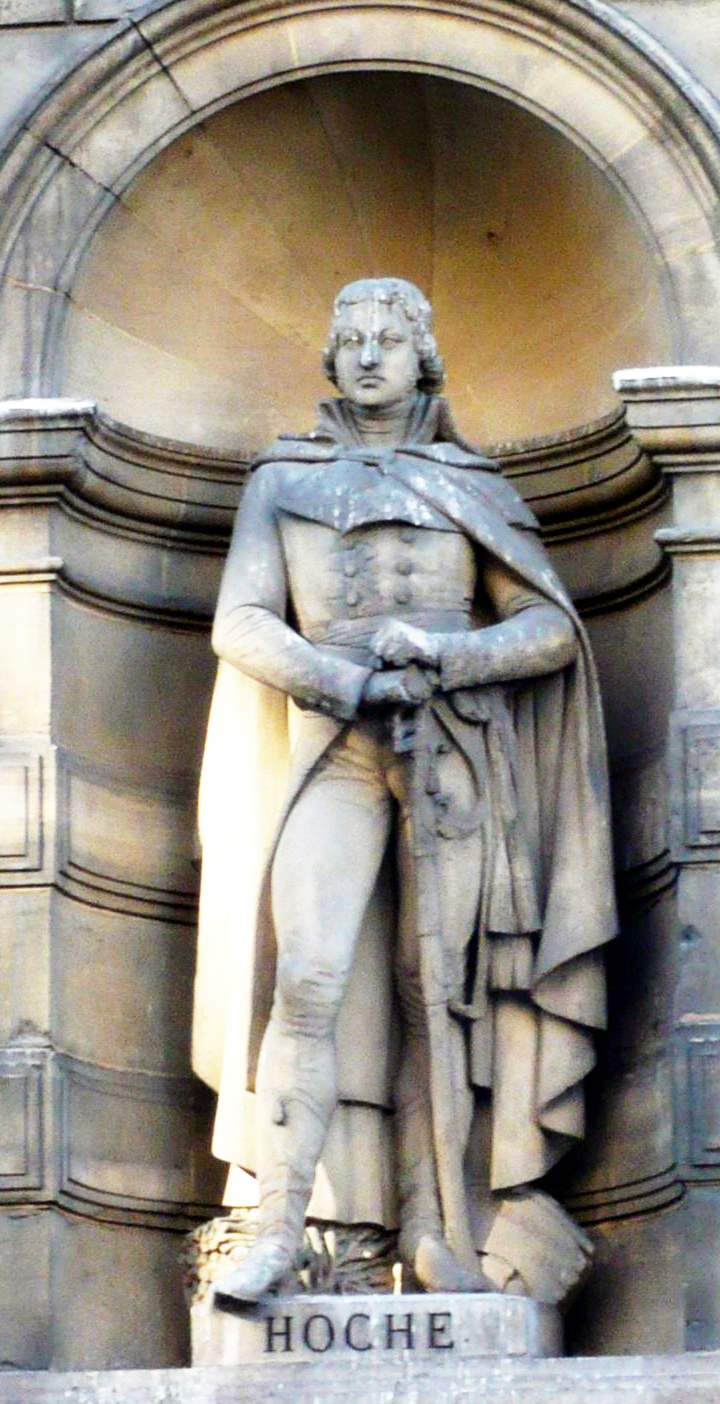
Lazare Hoche, Paris, palais du Louvre, pavillon de Rohan.
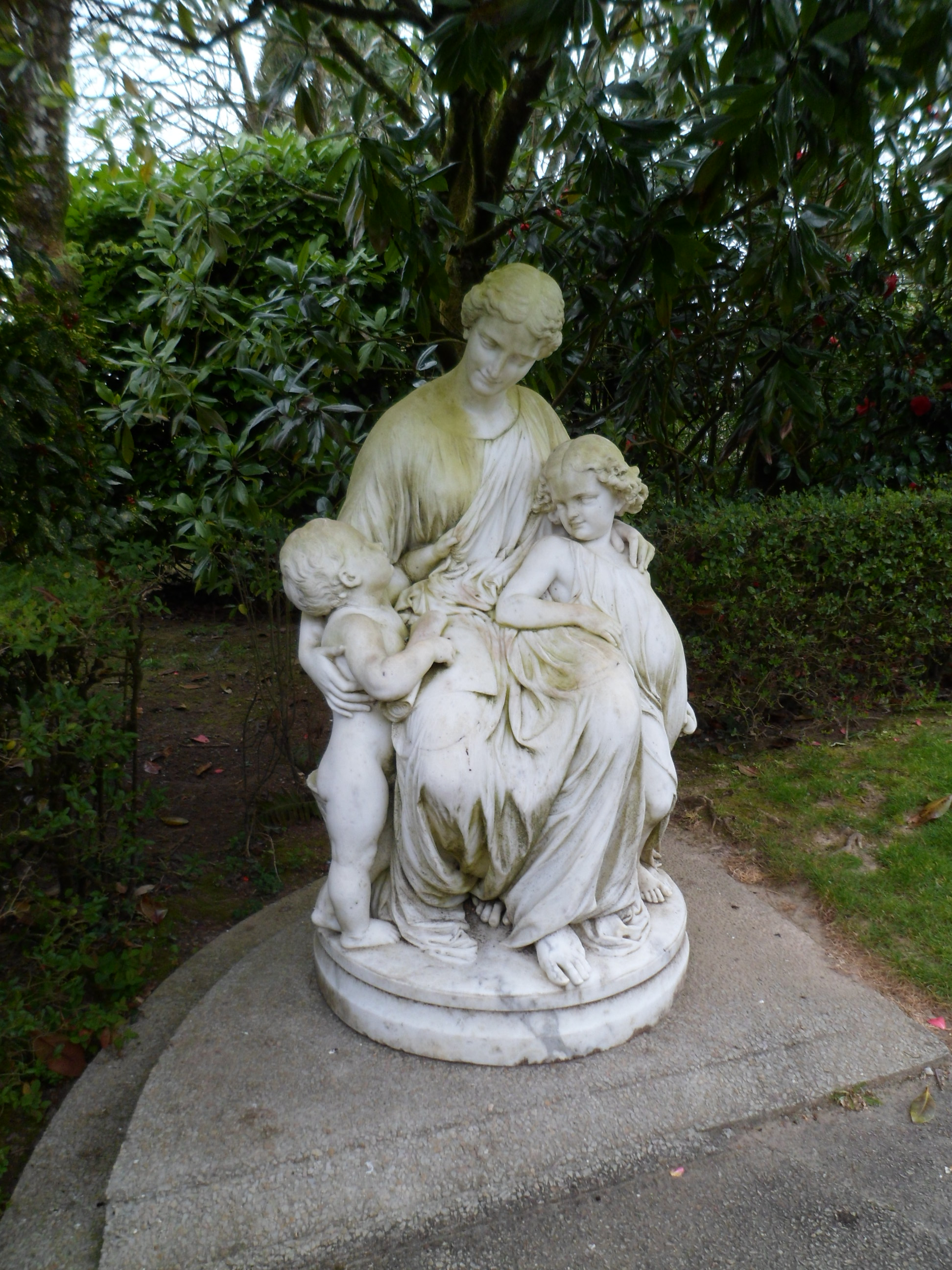
La Maternité (1859), Coutances, jardin des plantes.